# Obertshausen
Obertshausen is een gemeente in de Duitse deelstaat Hessen, gelegen in de Landkreis Offenbach. De stad telt 24.977 inwoners.

## Geografie
Obertshausen heeft een oppervlakte van 13,62 km² en ligt in het centrum van Duitsland, iets ten westen van het geografisch middelpunt.

## Geboren
- Sven Väth (1964), dj en producer
- Tanja Pawollek (1999), Pools voetbalster

Dietzenbach ·
Dreieich ·
Egelsbach ·
Hainburg ·
Heusenstamm ·
Langen (Hessen) ·
Mainhausen ·
Mühlheim am Main ·
Neu-Isenburg ·
Obertshausen ·
Rödermark ·
Rodgau ·
Seligenstadt